# Tancred al Siciliei
Tancred (n. 1138, Lecce, Terra d'Otranto⁠(d), Italia – d. 20 februarie 1194, Palermo, Regatul Siciliei), membru al dinastiei normande Hauteville, conte de Lecce, a devenit rege al Siciliei între 1189 și 1194. El a moștenit titlul de „conte de Lecce” de la bunicul său, regele Roger al II-lea, fiind mai cunoscut în literatura de specialitate ca Tancred de Lecce.

## Biografie
Tancred era un fiu nelegitim al ducelui Roger al III-lea de Apulia, la rândul său fiul mai vârstnic al lui Roger al II-lea, cu Ema, fiică a contelui Achard al II-lea de Lecce.
În 9 martie 1161 Tancred s-a raliat unchiului său, Simon de Taranto, cei doi luând cu asalt palatul regal, capturând pe regele Guillaume I "cel Rău", ca și pe soția acestuia, regina Margareta de Navarra și pe cei doi fii, și incitând la masacrarea musulmanilor din Palermo. La început, cel mai mare dintre acei doi fii, Roger al IV-lea de Apulia, era destinat a fi încoronat în locul regelui Guillaume, însă curând populația a trecut la sprijinirea urcării pe tron a lui Simon însuși. Însă înainte ca Simon să se impună, rebeliunea a fost reprimată. Participanții la insurecție au fost nevoiți să îl elibereze pe rege și să se retragă la castelele lor. Iertarea le-a fost acordată doar cu condiția de a pleca în exil și mulți dintre ei, inclusiv Tancred, au acceptat această ofertă.
În 1174 Tancred s-a aflat la comanda unei largi flote către Egipt, în numele noului rege, Guillaume al II-lea cel Bun. Sicilienii au debarcat în apropiere de Alexandria, însă când și-au dat seama că aliații pe care îi așteptau să sosească dinspre Ierusalim nu mai apar (din cauza faptului că regele Amalric I al Ierusalimului murise) și că armata musulmană a ayyubidului Saladin se apropia cu forțe numeroase, ei au făcut cale întoarsă spre vasele lor și au pornit spre casă.
Imediat după ce Guillaume al II-lea a murit, în 1189, Tancred s-a răsculat și a preluat controlul asupra insulei, după care a fost încoronat ca rege, sub numele de Tancred I, la începutul lui 1190. Lovitura sa de stat era sprijinită din culise de către cancelarul Matei de Ajello și de alți oficiali, în vreme ce pretențiile rivalei sale, Constanța, fiică a lui Roger al II-lea, și ale soțului acesteia, Henric de Hohenstaufen, se bucurau de sprijinul multor dintre nobili.
Tancred era un soldat bine pregătit, însă statura sa i-a atras porecla de „Tancredulus” din partea poetului cronicar Petru de Eboli. În pofida măsurilor luate în sprijinul populației, domnia sa s-a confruntat cu mari provocări încă de la bun început. În 1190 plecat în cruciadă (Cruciada a treia), regele Richard I al Angliei a sosit în Sicilia în fruntea unei armate cruciate considerabile în drumul său spre Țara Sfântă. Richard a solicitat imediat eliberarea surorii sale, regina fostului rege Guillaume al II-lea, Ioana, închisă de Tancred din 1189, ca și plata integrală a zestrei și moștenirii acesteia. De asemenea, regele Angliei a instistat ca Tancred să își îndeplinească obligațiile de participare la cruciadă asumate de Guillaume al II-lea. Dat fiind că Tancred evita să se supună acestor cerințe, Richard a ocupat o mănăstire și castelul de La Bagnara.
Lui Richard i s-a alăturat armata cruciată a fancezilor, comandată de regele Filip al II-lea August. Prezența a două armate străine în Sicilia a provocat curând neliniște în rândul localnicilor. În octombrie, populația din Messina s-a răsculat, solicitând ca străinii să părăsească insula. Richard a găsti de cuviință să atace orașul, care a fost capturat în 4 octombrie 1190. După ce a fost jefuit și incendiat, Richard și-a stabilit chiar acolo baza sa de operațiuni și a hotărât să ierneze.
Regele Angliei a rămas la Messina până în martie 1191 când Tancred a căzut în fine de acord să încheie un tratat. Potrivit principalelor prevederi ale tratatului:
- Ioana urma să fie eliberată, primindu-și moștenirea alături de zestrea pe care tatăl ei o dăruise fostului rege Guillaume.
- Richard și Filip recunoșteau pe Tancred ca rege legal al Siciliei și promiteau să mențină pacea între regatele lor.
- Richard îl proclama în mod oficial pe nepotul său Arthur, ca moștenitor, iar Tancred promiteau să căsătorească pe una dintre fiicele sale cu Arthur atunci când acesta va atinge majoratul.

După semnarea acestei înțelegeri, Richard și Philip au părăsir Sicilia pentru a se deplasa spre Țara Sfântă. S-a zvonit că, înainte de a pleca, Richard i-ar fi oferit lui Tancred o spadă care pretindea că ar fi fost celebra Excalibur, în scopul de a se asigura de prietenia acestuia.
Reușind să se elibereze de prezența cruciaților, Tancred a fost apoi confruntat cu o amenințare dinspre nord. În aprilie 1191, sosiseră la Roma, Henric și Constanța pentru a fi încoronați ca împărat și împărăteasă de către papa Celestin al III-lea, iar acum perechea imperială se îndrepta către sud pentru a pretinde Regatul Siciliei în numele Constanței, care era fiică postumă a lui Roger al II-lea cu cea de a treia soție a acestuia, Beatrice de Rethel și, ca urmare, moștenitoare legitimă a tronului.
Constanța îl însoțea pe soțul ei în fruntea unei substanțiale armate imperiale care se deplasa prin Regno. Orașele din nordul regatului și-au deschis porțile în fața lui Henric, inclusiv primele bastioane normande, Capua și Aversa.  Salerno, cândva reședința lui Roger al II-lea de pe continent, a trimis vorbă înainte cum că Henric va fi bine primit, invitând-o pe Constanța să stea în vechiul palat al tatălui ei. Napoli a constituit însă primul punct de rezistență față de întreaga campanie imperială, împotrivindu-se asediului cu ajutorul flotei lui Margarit din Brindisi, înainte ca cea mai mare parte a armatei invadatoare să fie lovită de malarie și alte boli. În cele din urmă, armata imperială a fost nevoită să se retragă din întreg teritoriul regal. Constanța a rămas la Salerno cu o mică garnizoană, ca semn că Henric urma să revină de îndată.
Odată ce Henric se retrăsese cu grosul armatei imperiale, orașele care se presupunea că s-au predat fără luptă imperialilor și-au declarat supunerea față de Tancred, temându-se de represaliile acestuia. Populația din Salerno a simțit oportunitatea de a câștiga anumite favoruri din partea acestuia, drept pentru care i-a predat-o acestuia pe Constanța, trimițând-o sub escortă la Messina. Cu toate acestea, Tancred avea acum în intenție să profite de acest avantaj ca preț de negociere, în schimbul obținerii legitimării sale ca rege al Siciliei din partea papei Celestin al III-lea. În schimbul acestei recunoașteri, papa nădăjduia ca, prin asigurarea trecerii libere a Constanței spre Roma, Henric ar fi mai binevoitor față de papalitate; de asemenea, pontiful spera să împiedice unirea dintre Imperiu și Regatul Siciliei. Cu toate acestea, soldații imperiali au izbutit să intervină înainte ca împărăteasa să ajungă la Roma, după care s-au întors teferi la nord de Alpi.
Henric lăsase garnizoane de-a lungul frontierei regatului. În ce îl privește, Tancred căuta acum să câștige de partea sa orașele prin acordarea și lărgirea de privilegii. La Gravina (iunie 1192), el a întărit sprijinul din partea Papalității prin predarea către papă a poziției de legat asupra Siciliei. În 1192 și 1193, el a condus personal campanii reușite împotriva baronilor din Apulia. Însă moartea sa, la Palermo (20 februarie 1194), la doar câteva zile după cea a tânărului său fiu și co-rege, Roger al III-lea, a deschis calea instaurării domniei Hohenstaufenilor în Regatul Siciliei.
Soția sa, Sibila de Acerra a instaurat o regență pentru cel de al doilea său fiu, Guillaume al III-lea, însă împăratul Henric al VI-lea a revenit în Italia la finele aceluiași an. Napoli a capitulat în mai, aproape fără nicio rezistență, iar restul regatului n-a mai putut rezista. Sibila și loialul Margarit din Brindisi pregăteau apărarea Palermo, însă cetîțenii l-au primit pe împărat în 20 noiembrie 1194. Familia lui Tancred a căzut în mâinile lui Henric, iar Guillaume al III-lea, care potrivit zvonurilor fusese castrat și orbit, se pare că ar fi murit în Germania în 1198.